# Ratpenat groc negrós
El ratpenat groc negrós (Lasiurus atratus) és una espècie de ratpenat de la família dels vespertiliònids. Viu a la Guaiana Francesa, la Guaiana, Surinam i Veneçuela. El seu hàbitat natural són els boscos tropicals, tant perennes com caducifolis. Es tracta d'un animal insectívor. És una espècie en risc mínim, és a dir, no sembla que hi hagi cap amenaça significativa per a la seva supervivència.